# Карлос Бонет
Карлос Бонет (ісп. Carlos Bonet; 2 жовтня 1977, Асунсьйон, Парагвай) — парагвайський футболіст, захисник «Олімпії» (Асунсьйон) та збірної Парагваю. Учасник Учасник трьох футбольних мундіалів — чемпіонату світу з футболу 2002 року, чемпіонату світу з футболу 2006 року та чемпіонату світу з футболу 2010 року,